# Revolution (catch)
Pour les articles homonymes, voir Révolution (homonymie).
 (septembre 2009).
Si vous disposez d'ouvrages ou d'articles de référence ou si vous connaissez des sites web de qualité traitant du thème abordé ici, merci de compléter l'article en donnant les références utiles à sa vérifiabilité et en les liant à la section « Notes et références ».
Palmarès
WCW United States Heavyweight Champion (1 fois) – Benoit
The Revolution est un ancien clan de catch heel à la World Championship Wrestling mené par Shane Douglas et composé de Dean Malenko, Chris Benoit, Perry Saturn et Asya.
Plus aucun membre du clan ne lutte actuellement :
- Perry Saturn est porté disparu depuis 2004 ;
- Dean Malenko est retraité, travaillant actuellement à la WWE en tant qu'agent et entraîneur ;
- Benoit est décédé en 2007 ;
- Shane Douglas est semi-retraité ;
- Asya est retraitée.

## Histoire
The Revolution se forme en août 1999 où le clan apparait ensemble pour la première fois en tant que faces. Il représentait alors un groupe de jeunes talents qui se sentaient négligés par la direction de la WCW, qui ne leur a jamais offert la chance de devenir des stars, en mettant toujours en avant les plus expérimentés.
Ceci avait une part de vrai et en réalité le clan était fait d'amis proches. Pendant un house show le 11 septembre 1999 au Baltimore Arena, quelques jours après le décès de l'arbitre WCW Mark Curtis, Shane Douglas, Chris Benoit, et Dean Malenko étaient très marqués par le décès d'un de leur ami proche et ils lui rendait hommage en lui dédicaçant le show.
En octobre de cette année (après l'arrivée de Vince Russo en tant que scripteur en chef), la gimmick du groupe changeait pour devenir anti-Amérique et anarchique. Ce changement était effectif quand Benoit prenait le micro, regardait vers l'entrée, et disait qu'ils étaient « fatigués des politiques qui les tracent ». Ceci franchissait la ligne entre la storyline et la vraie vie sur la façon dont la WCW était dirigée[réf. nécessaire].
Le clan allait plus loin jusqu'à créer leur propre drapeau et affirmer qu'ils avaient quitté les États-Unis et ainsi formé leur propre gouvernement. Leur thème musical d'entrée était un son de guitare et de percussion similaire à la chanson The Beautiful People de Marilyn Manson. À noter que Benoit était le seul membre du groupe à gagner un titre mais les membres comme Malenko et Saturn avaient auparavant tenté de gagner le titre U.S. et le World Television Championship.
Benoit et Malenko quittaient le clan en octobre juste pour voir Malenko se retourner contre celui-ci dès le début, Malenko n'ayant en fait jamais quitté The Revolution. The Revolution comptait en plus dans ses rangs Asya et rivalisait avec les Filthy Animals. The Revolution a enlevé Torrie Wilson qui devenait libre à la suite d'une défaite de la Revolution face aux Animals.
En janvier 2000, Malenko et Saturn quittaient la WCW avec Benoit et Eddie Guerrero à la suite d'une mésentente avec la direction[réf. nécessaire] pour former The Radicalz à la World Wrestling Federation.

## Palmarès
Benoit était le WCW United States Heavyweight Champion quand la Revolution était formée. Ensuite Benoit est devenu le WCW World Television Champion en battant l'alliée de Vicious Rick Steiner  après avoir perdu le titre des États-Unis face à Sid Vicious.